# جورج إدوارد سميث
جورج إدوارد سميث (بالإنجليزية: George Edward Smith)‏ هو كاتب أمريكي، ولد في 1940.